# لیریدون ووکاج
لیریدون ووکاج (انگلیسی: Liridon Vocaj؛ زادهٔ ۱ اکتبر ۱۹۹۳) بازیکن فوتبال اهل آلمان است.
از باشگاه‌هایی که در آن بازی کرده‌است می‌توان به باشگاه فوتبال وورتسبورگ کیکرز و باشگاه فوتبال مونیخ ۱۸۶۰ اشاره کرد.